# Sodomías en cuerpo 11
Sodomías en cuerpo 11 es una prosa de viaje del escritor italiano Aldo Busi publicado en español en el 1990.

## Sinopsis
Abierto de una introducción importante, el libro narra los desplazamientos del autor entre Marruecos y Túnez, pasando por Alemania (donde aparecen Demetrio de la Vida estándar - aquí llamado simplemente "M." - y el querido Jürgen), hasta Finlandia para participar en un encuentro internacional de poetas y escritores y luego Leningrado antes de la caída del Muro de Berlín y de la crisis de la Unión Soviética.
Los informes de viaje se intercalan con una serie de reflexiones sobre la escritura y sobre la figura del escritor, introducendose además como una especie de "manual de comportamiento" para aspirantes a escritores.
Las reflexiones sobre la escritura y los encuentros sexuales del protagonista son las claves interpretativas del título, con clara referencia al cuerpo tipográfico.
Al cierre del libro, antes de despedirse con las líneas del Farsalia de Lucano, y después de ajustar cuentas con la memoria de un padre ausente y violento, Busi da voz a su madre (ya personaje en Seminario sobre la juventud y en la Vida estándar), entregando al lector la piedra angular de una narración siempre en juego entre la verdad de quién escribe y la verdad del real.

## Ediciones
- Aldo Busi, Sodomías en cuerpo 11 (no viaje, no sexo y escritura) (Sodomie in corpo 11 (non viaggio, non sesso e scrittura)), traducción de César Palma, Barcelona, Península Ediciones, 1990, ISBN 8429731598